# Суворина, Дарья Васильевна
Да́рья Васи́льевна Ярзу́ткина (р. 10 июля 1988, Обнинск, Калужская область, РСФСР, СССР) — российская волейболистка. Серебряный призёр чемпионата России по пляжному волейболу (2008, с Екатериной Хомяковой), чемпионка Европы среди студентов (2010, с Викторией Растыкус).

## Биография
Дарья Ярзуткина родилась 10 июля 1988 года в городе Обнинске Калужской области.
Вместе с братом Артёмом (р. 1996) представляет третье поколение волейбольной династии Ярзуткиных.
...Родители сопротивлялись тому, чтобы я занималась спортом, даже отдавали меня в музыкальную школу, в класс фортепьяно. Но ничего не смогли со мной поделать, а я не смогла сопротивляться генам.
Воспитанница обнинской волейбольной школы. Игрок волейбольного клуба «Обнинск».
В 2008 году стала серебряным призёром чемпионата России по пляжному волейболу в паре с Екатериной Хомяковой.
В 2010 году в паре с Викторией Растыкус стала чемпионом Европы по пляжному волейболу среди студентов.
На чемпионате России 2011 года выступала в паре с Натальей Степановой. В этом же составе разделила 5-6 места на всемирной Летней универсиаде 2011 года в Китае.
Тренер — Дмитрий Федотов.
Мастер спорта России.

## Образование
- Средняя школа № 16 города Обнинска (1996—2005)
- Специализированная детско-юношеская спортивная школа олимпийского резерва по волейболу Александра Савина (Обнинск)
- Детская музыкальная школа № 2 Обнинска (1996—2000)
- Детская музыкальная школа № 1 Обнинска (2000—2002)
- Кафедра менеджмента организации факультета экономики и менеджмента Московского института предпринимательства и права (заочно)

## Достижения
- Бронзовый призёр чемпионата Европы среди молодёжи по пляжному волейболу (Гаага, 2006)
- Победитель первенства России по пляжному волейболу среди молодёжи до 19 лет
- Бронзовый призёр международного турнира на Кипре «Челленджер» (Пафос)
- Победитель чемпионата России среди студентов по пляжному волейболу
- Чемпионка 7-й Универсиады чемпионата Европы по пляжному волейболу (Казань, 2010)
- Неоднократный призёр открытого чемпионата ЕЕVZA (Вильнюс, 2012; Пярну, 2012)[8]

## Семья
- Дед — Василий Васильевич Ярзуткин (старший), советский волейболист, кандидат в мастера спорта СССР. Тренер-консультант (врач) волейбольного клуба «Обнинск»[1].
- Родители:
  - Отец — Василий Васильевич Ярзуткин (младший), российский волейболист, спортивный функционер[1].
  - Мать — Ирина Борисовна Ярзуткина (урождённая Дрокина, р. 1965), российский детский и юношеский волейбольный тренер[1].
- Тётя — Нина Васильевна Ярзуткина (р. 1984), российская волейболистка[2].
- Брат — Артём Васильевич Ярзуткин (р. 1996), российский волейболист[1].

### Интервью
- Абдулин Джаудат. Дарья Ярзуткина: Не исключаю своего участия в летней Универсиаде 2013 // Департамент Медиа АНО «Исполнительная дирекция «Казань 2013». — 10 июля 2010 года. Архивировано из оригинала 30 сентября 2013 года.

### Статьи
- Коротков Сергей. Тяжёлый песок (недоступная ссылка — история) // Обнинск. — 26 мая 2010 года. — № 65 (3309).
- Коротков Сергей. Даша + Вика = победа! // Обнинск. — 17 июля 2010 года. — № 89 (3333). Архивировано 8 апреля 2017 года.
- Обнинские волейболистки взяли «серебро» // Русское Радио — Обнинск. — 15 августа 2011 года.
- Северцева Светлана. Волейбол — игра семейная. Три поколения Ярзуткиных посвятили свою жизнь этому виду спорта // Весть. — 15 мая 2012 года.